# Cherbourg-Octeville
Cherbourg-Octeville is een voormalige gemeente in het noorden van het Normandische schiereiland Cotentin in het departement Manche in de voormalige regio Basse-Normandie in het noordwesten van Frankrijk.

## Geschiedenis
Cherbourg-Octeville ontstond nadat de stad Cherbourg op 28 februari 2000 de gemeente Octeville opnam en officieel werd hernoemd tot Cherbourg-Octeville. De bewoners van Octeville hadden eind 1999 in een referendum in meerderheid voor de fusie gestemd; de andere gemeentes die bij de herindeling betrokken zouden worden, stemden tégen samenvoeging met Cherbourg.
Op 1 januari 2016 is Cherbourg-Octeville alsnog gefuseerd met Équeurdreville-Hainneville, La Glacerie, Querqueville en Tourlaville tot een nieuwe gemeente onder de naam Cherbourg-en-Cotentin. Op dezelfde dag fuseerde Basse-Normandie, waar de gemeenten toe behoorden, met Haute-Normandie tot de huidige regio Normandië.

## Demografie
In 2020 waren er 34.799 inwoners in Cherbourg en Octeville. Het aantal inwoners van de randgemeenten rondom Cherbourg bedroeg in 1999 117.855.
Onderstaande figuur toont het verloop van het inwoneraantal van Cherbourg-Octeville ten tijde van de volkstellingen vanaf 1962.

## Geboren
- Léandre Lozouet (2004), wielrenner

Cherbourg · Équeurdreville · La Glacerie · Hainneville · Octeville · Querqueville · Tourlaville

Voormalige gemeenten: Cherbourg-Octeville · Équeurdreville-Hainneville